# Brazo de Mercedes
Le Brazo de Mercedes est un gâteau roulé traditionnel philippin à base de meringue, fourré à la crème et généralement saupoudré de sucre en poudre. C'est un type de pionono.

## Origine
Bien que communément traduit par « Bras de Mercedes », il signifie en réalité « Bras de Notre-Dame de Miséricorde ». En effet, en espagnol, Nuestra Señora de las Mercedes est un titre de dévotion courant pour Marie, mère de Jésus.
Ce dessert remonte à la période coloniale espagnole aux Philippines. Il serait le résultat de la réutilisation des jaunes d'œufs jetés à la suite de l'utilisation de blancs d'œufs dans le mortier et le plâtre dans l'architecture coloniale hispano-philippine. Les œufs étaient alors essentiels pour la construction d'églises, de ponts et de bâtiments gouvernementaux, et des maisons ancestrales, comme celles de style architectural baroque sismique,,.

## Description

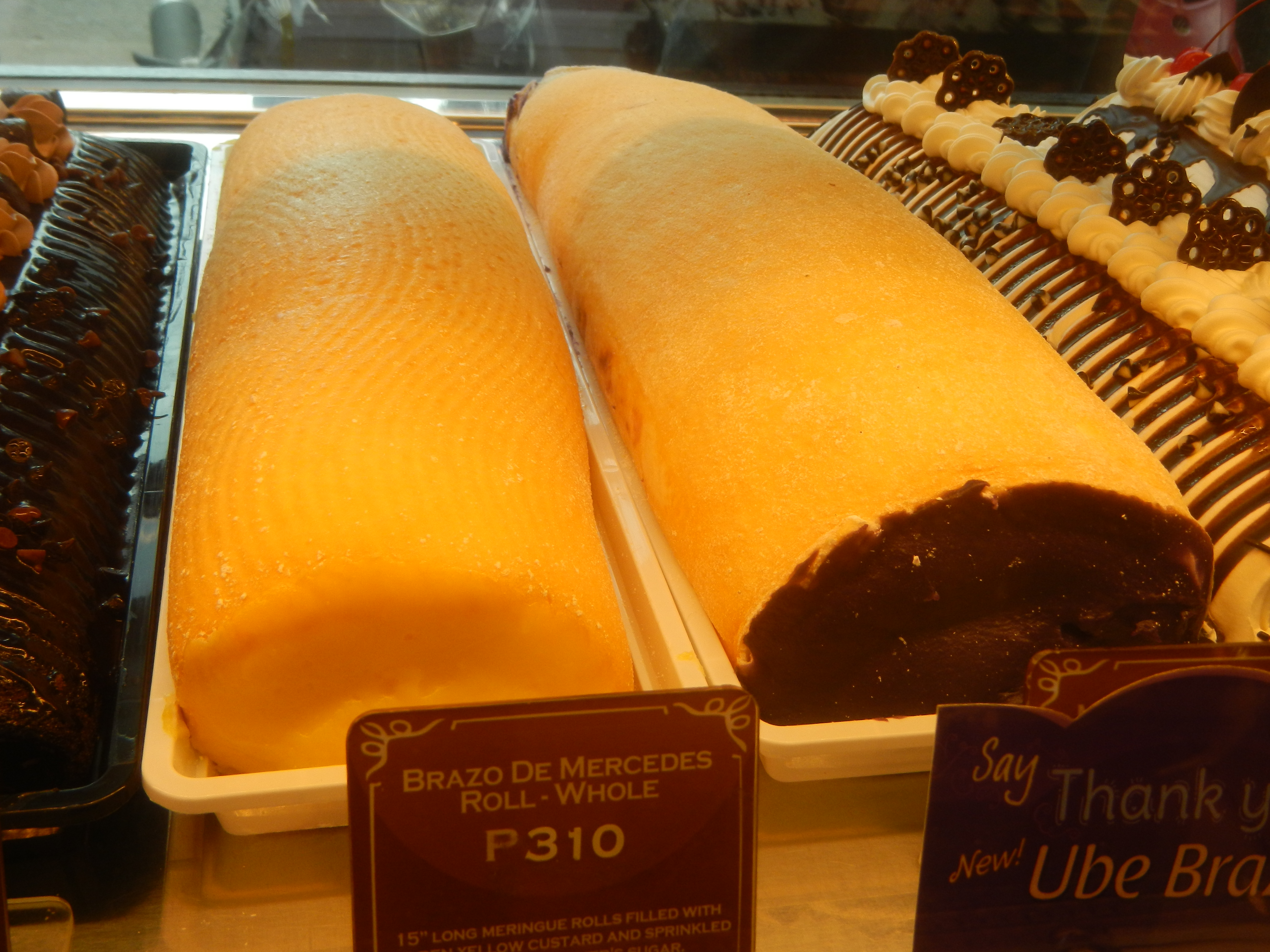
Différents types de brazo de Mercedes dans une vitrine réfrigérée

À la différence d'autres types de pianonos philippins fabriqués avec du chiffon cake ou de la génoise roulée, le brazo de Mercedes est confectionné à partir de meringue et n'utilise donc pas de farine. La meringue est composée de blancs d'œufs, de crème de tartre et de sucre semoule. La garniture est traditionnellement une crème anglaise réalisée à base de jaunes d'œufs, de sucre et de lait cuits à feu doux au bain-marie. D'autres ingrédients comme le zeste de calamansi, le beurre et l'extrait de vanille peuvent également être ajoutés pour parfumer la crème anglaise. Une fois la meringue cuite, la crème anglaise est étalée uniformément sur sa surface puis elle est soigneusement roulée en cylindre. Le gâteau est ensuite généralement réfrigéré et saupoudré de sucre glace avant d'être servi,,,,.

## Variantes
Il existe des variantes modernes du brazo de Mercedes qui peuvent contenir une large variété de garnitures et portent généralement leur propre appellation, telles que brazo de ube, brazo de pandan, brazo de buko pandan, brazo de tsokolate, brazo de mangga, etc. ,,,,,